# Saint-Jean-la-Poterie
Pour les articles homonymes, voir Saint-Jean.
Saint-Jean-la-Poterie [sɛ̃ ʒɑ̃ la pɔtʁi]  est une commune française, située dans le département du Morbihan en région Bretagne. Ses habitants sont les Potians et les Potianes.

## Toponymie
Saint-Jean-la-Poterie tire son nom des deux villages : Saint-Jean-des-Marais et La Poterie.
Le nom de la localité est mentionné sous la forme Saint-Jean-de-la-Poterie en 1850.
Le village La Poterie doit son nom à la fabrication de poteries. Saint-Jean-la-Poterie était autrefois un important centre céramique, où en 1881, 217 potières constituaient la quart de la population agglomérée et le septième de la population totale. On y construit d'ailleurs une chapelle dédiée à saint Jacques et réservée aux potiers.
Le nom de la commune en gallo est Saent-Jan-la-Poteriy, en breton Sant-Yann-ar-Wern.

## Géographie

### Localisation
Localisation
Saint-Jean-la-Poterie est située sur la rive droite de l'Oust, à trois kilomètres à l'ouest de Redon (Ille-et-Vilaine), dans une agglomération à la jonction de deux régions, la Bretagne et les Pays de la Loire, et de trois départements, la Loire-Atlantique, l'Ille-et-Vilaine et le Morbihan. Comme toutes les communes de l'agglomération elle est située approximativement au milieu du triangle Rennes — Nantes — Vannes.
Les communes limitrophes sont Redon en Ille-et-Vilaine à l'est, ainsi que les 3 communes morbihannaises de Rieux au sud, Allaire, l'ancien chef-lieu de canton à l'ouest et Saint-Perreux au nord. Saint-Jean-la-Poterie est également géographiquement proche de Saint-Nicolas-de-Redon en Loire-Atlantique dont elle est séparée par un corridor constitué par la rue de Vannes (appartenant à Redon) et la Vilaine (avant sa confluence avec l’Oust).
Selon le classement établi par l'Insee, Saint-Jean-La-Poterie est une commune urbaine, une des quatre communes de banlieue de l’unité urbaine de Redon, qui fait partie de l’aire urbaine de Redon et de l’espace urbain de Nantes-Saint-Nazaire (cf. Liste des communes de la Loire-Atlantique).
C'est l’une des communes de la communauté de communes du Pays de Redon (CCPR) devenue Redon Agglomération en 2018.

### Hydrographie
Pour un article plus général, voir Réseau hydrographique du Morbihan.
La commune est située dans le bassin Loire-Bretagne. Elle est drainée par l'Oust, l'Arz, le Brochardais, le cours de Arz, le Gléré et divers autres petits cours d'eau,.
Le territoire de la commune est limité au nord par l'ancien cours de l'Arz. Cette dernière, à l'issue d'un parcours de 66,5 kilomètres se jette dans l'Oust à Saint-Jean-la-Poterie, à proximité du lieu-dit "Près de Bonnard". Le cours actuel de la rivière fait qu'une petite partie de la commune se trouve sur la rive gauche de l'Arz. À noter que dans son ancien cours l'Arz confluait avec l'Oust dans la commune de Saint-Perreux. Le ruisseau de la Brochardais est un affluent de l'Arz de 1,7 kilomètre intégralement situé à Saint-Jean-la-Poterie.
Le territoire de la commune est limité à l'est par l'ancien cours de l'Oust. Le cours actuel de la rivière fait qu'une petite partie de la commune se trouve sur la rive gauche de l'Oust.
L'Oust, d'une longueur de 145 km, prend sa source dans la commune de La Harmoye et se jette  dans la Vilaine à Rieux, après avoir traversé 46 communes. 
L'Arz, d'une longueur de 66 km, prend sa source dans la commune de Plaudren et se jette  dans l'Oust sur la commune, après avoir traversé 15 communes. 

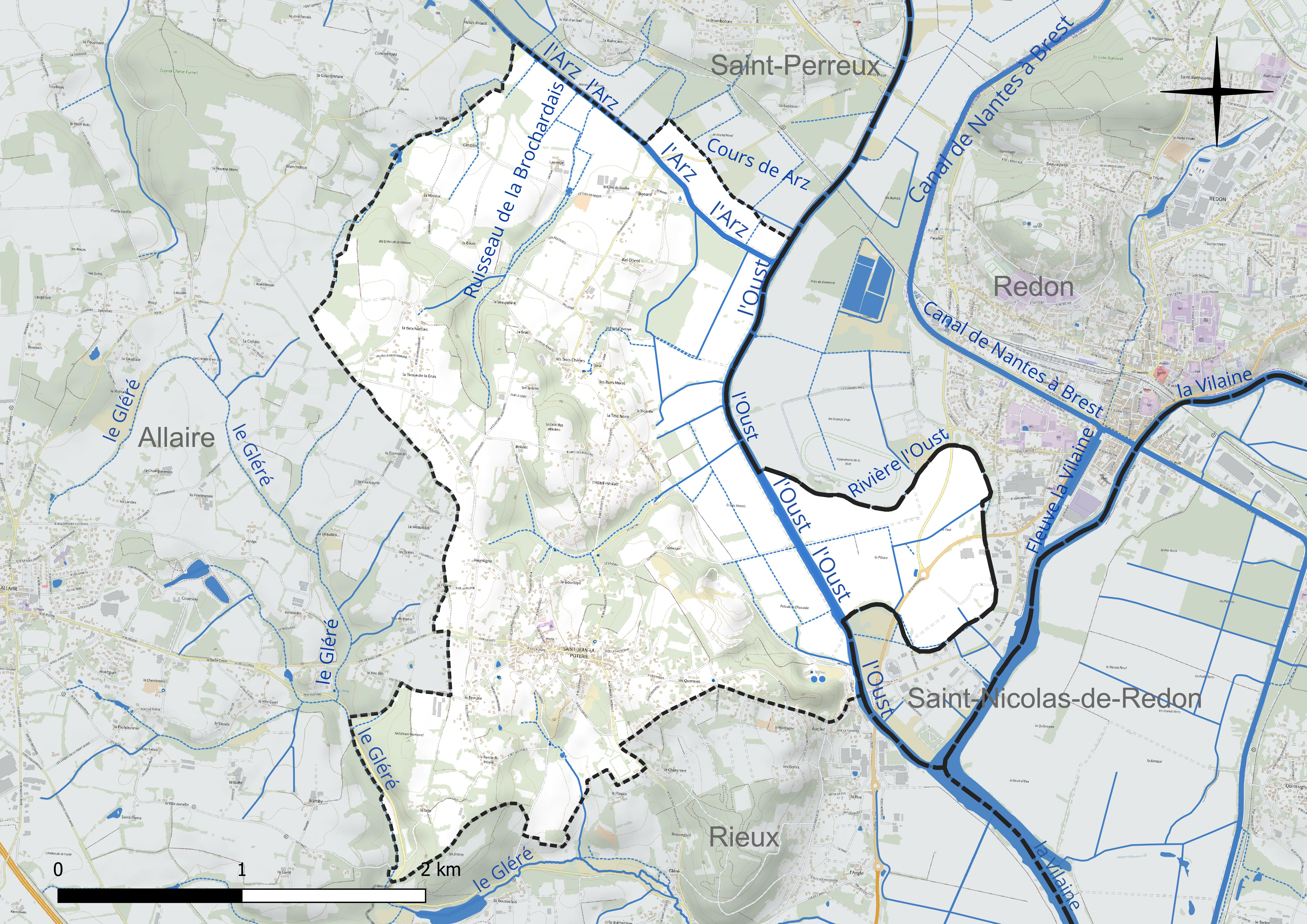
Réseau hydrographique de Saint-Jean-la-Poterie.

### Climat
Pour des articles plus généraux, voir Climat de la Bretagne et Climat du Morbihan.
En 2010, le climat de la commune est de type climat océanique franc, selon une étude du CNRS s'appuyant sur une série de données couvrant la période 1971-2000. En 2020, Météo-France publie une typologie des climats de la France métropolitaine dans laquelle la commune est exposée à un climat océanique et est dans la région climatique  Bretagne orientale et méridionale, Pays nantais, Vendée, caractérisée par une faible pluviométrie en été et une bonne insolation. Parallèlement l'observatoire de l'environnement en Bretagne publie en 2020 un zonage climatique de la région Bretagne, s'appuyant sur des données de Météo-France de 2009. La commune est, selon ce zonage, dans la zone « Sud Est », avec des étés relativement chauds et ensoleillés.  
Pour la période 1971-2000, la température annuelle moyenne est de 11,8 °C, avec une amplitude thermique annuelle de 12,9 °C. Le cumul annuel moyen de précipitations est de 817 mm, avec 13,1 jours de précipitations en janvier et 6,2 jours en juillet. Pour la période 1991-2020, la température moyenne annuelle observée sur la station météorologique la plus proche, située sur la commune de Saint-Jacut-les-Pins à 9 km à vol d'oiseau, est de 12,4 °C et le cumul annuel moyen de précipitations est de 947,8 mm,. Pour l'avenir, les paramètres climatiques de la commune estimés pour 2050 selon différents scénarios d'émission de gaz à effet de serre sont consultables sur un site dédié publié par Météo-France en novembre 2022.

## Urbanisme

### Typologie
Au 1er janvier 2024, Saint-Jean-la-Poterie est catégorisée bourg rural, selon la nouvelle grille communale de densité à sept niveaux définie par l'Insee en 2022.
Elle appartient à l'unité urbaine de Redon, une agglomération inter-régionale regroupant six  communes, dont elle est une commune de la banlieue,,. Par ailleurs la commune fait partie de l'aire d'attraction de Redon, dont elle est une commune de la couronne,. Cette aire, qui regroupe 22 communes, est catégorisée dans les aires de moins de 50 000 habitants,.

### Occupation des sols
L'occupation des sols de la commune, telle qu'elle ressort de la base de données européenne d’occupation biophysique des sols Corine Land Cover (CLC), est marquée par l'importance des territoires agricoles (56,2 % en 2018), en diminution par rapport à 1990 (59 %). La répartition détaillée en 2018 est la suivante : 
prairies (26,9 %), zones urbanisées (20,4 %), forêts (17,5 %), zones agricoles hétérogènes (15,3 %), terres arables (14 %), mines, décharges et chantiers (3,1 %), zones industrielles ou commerciales et réseaux de communication (2,7 %). L'évolution de l’occupation des sols de la commune et de ses infrastructures peut être observée sur les différentes représentations cartographiques du territoire : la carte de Cassini (XVIIIe siècle), la carte d'état-major (1820-1866) et les cartes ou photos aériennes de l'IGN pour la période actuelle (1950 à aujourd'hui).

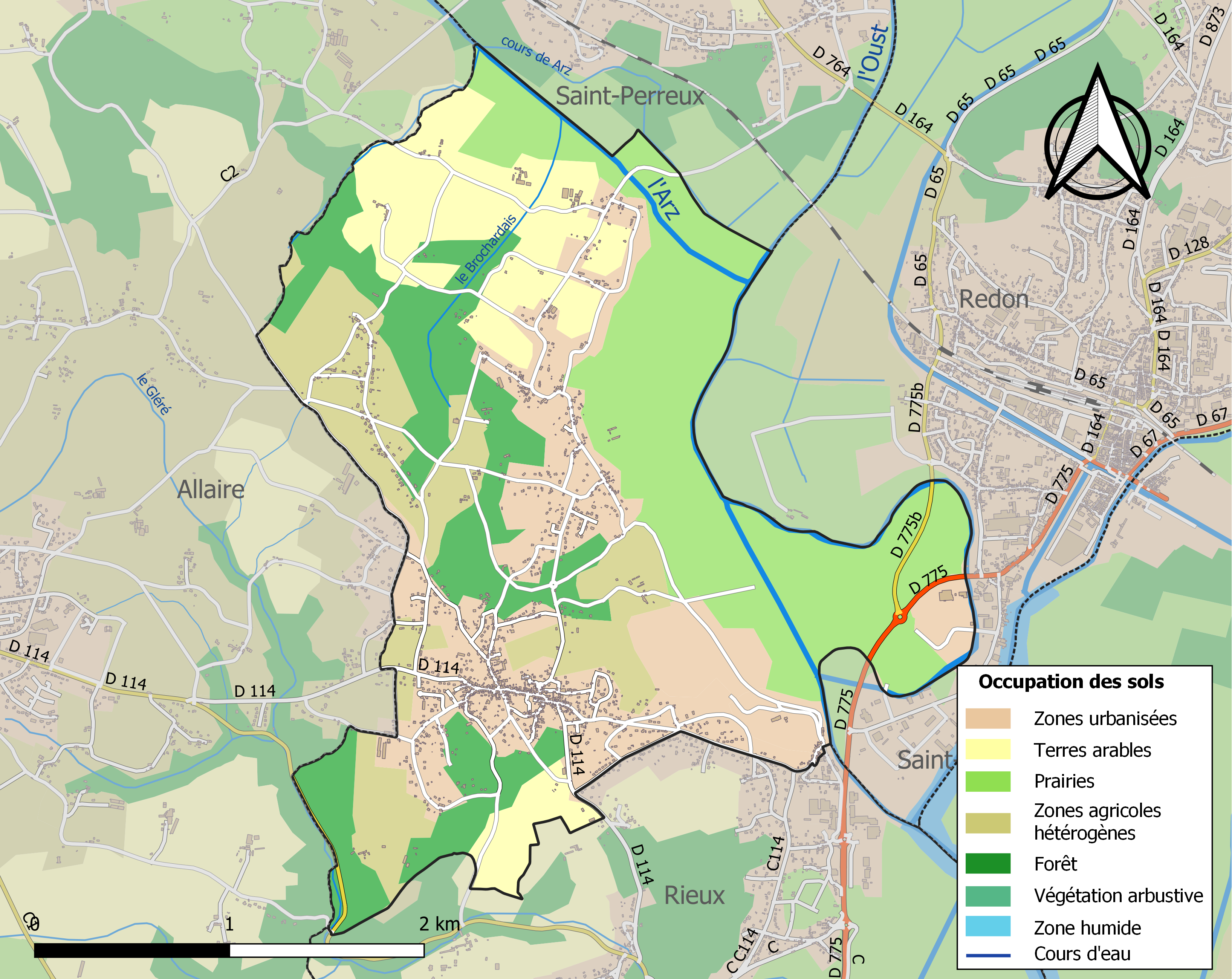
Carte des infrastructures et de l'occupation des sols de la commune en 2018 (CLC).

### Habitat et logement
En 2017, le nombre total de logements dans la commune était de 778. Un nombre en constante augmentation comme le montre le tableau d'évolution ci-dessous. En effet, depuis 1968 le nombre de logements a doublé alors que la population communale n'a augmenté que de 50 % sur la même période. La commune est classée en zone C, c'est-à-dire sans tension sur le marché immobilier.
|                     | 1968 | 1975 | 1982 | 1990 | 1999 | 2008 | 2013 | 2018 |
| ------------------- | ---- | ---- | ---- | ---- | ---- | ---- | ---- | ---- |
| Nombre de logements | 394  | 435  | 504  | 590  | 627  | 724  | 763  | 800  |

Le parc immobilier est quasi exclusivement constitué de logements individuels : 96,9 % de maisons et 2,9 % d'appartements. Il y a relativement peu d'immobiliers anciens, seul 21,9 % des résidences principales ayant été construites avant 1945. Concernant le statut d'occupation de ces logements, 84 % des habitants de la commune sont propriétaires de leur logement (82,6 % en 2013), contre 67,7 % pour le Morbihan et 57,6 % pour la France entière.
Le tableau ci-dessous présente la répartition en catégories et types de logements à Saint-Jean-la-Poterie en 2017 en comparaison avec celles du Morbihan et de la France entière. Une caractéristique marquante du parc de logements est ainsi la très faible proportion des résidences secondaires et logements occasionnels (4,8 %) par rapport au département (18 %) vraisemblablement en raison de l’éloignement du littoral et des centres touristiques régionaux.
|                                                         | Saint-Jean-la-Poterie | Morbihan | France entière |
| ------------------------------------------------------- | --------------------- | -------- | -------------- |
| Résidences principales (en %)                           | 84,6                  | 74,7     | 82,1           |
| Résidences secondaires et logements occasionnels (en %) | 4,8                   | 18       | 9,8            |
| Logements vacants (en %)                                | 10,6                  | 7,3      | 8,1            |

Le développement récent du parc de logement fait qu'il est principalement d'une architecture moderne sans homogénéité particulière entre les maisons.

## Histoire

### Origines
Saint Jean des Marais et La Poterie sont situés sur le territoire de la commune de Rieux mais paraissent dans les sections A et B du cadastre napoléonien. La Poterie est une trève de la paroisse de Rieux depuis plusieurs siècles. 
Le 16 février 1825, Saint Jean des Marais est également érigé en trève de la paroisse de Rieux.
Le 31 mai 1826, Saint Jean des Marais est érigé en succursale, c’est-à-dire une nouvelle paroisse née de l’union des trèves de Saint Jean des Marais et La Poterie. La séparation de Rieux est effective au plan religieux.
Le 11 juillet 1841, pétition pour que les sections de Saint Jean des Marais et La Poterie soient érigés en commune.
La séance du samedi 20 juillet 1850, de l’Assemblée nationale législative rend effective la création de Saint-Jean-la-Poterie par une loi dont l’article 1er est :
Les sections cotées A B et les portions des sections cotées H et C, et circonscrites par des liserés aurore sur le plan annexé à la présente loi, sont distraites de la commune de Rieux, canton d’Allaire, arrondissement de Vannes, département du Morbihan, et érigées en une commune distincte dont le chef-lieu est fixé à la Poterie, et qui portera le nom de Saint-Jean-la-Poterie.

### Poterie
L'artisanat de la poterie est connu à cet endroit depuis au moins le XVe siècle ; en 1886, on y recensait 25 maîtres potiers et 217 potières ; cet artisanat a cessé à la fin du xxe siècle mais a notamment été immortalisé par les dessins de Mathurin Méheut (1941) et Yvonne Jean-Haffen. Les premières traces de cette activité remontent au XIe siècle, attestées par des travaux archéologiques réalisés en 2004.
« L'histoire de l'établissement primitif et de l'agglomération successive des potiers dans le pays de Rieux et spécialement dans la commune récemment formée de Saint-Jean-la-Poterie, succursale de Saint-Jean-des-Marais, nous est complètement inconnue, faute de documents » déclare M. Rozensweig en 1857, archiviste du département. Poursuivant son bref article par « Leurs usages particuliers, leurs mœurs qui diffèrent encore aujourd'hui des autres habitants, l'espèce d'isolement dans lequel ils vivent entre eux sans contracter d'alliances en dehors, la grâce et la légèreté de leurs poteries cuites en plein vent sur un feu de bruyères, rendent assez précieux les titres fort rares qui les concernent. ».
L'argile utilisée, extraite localement et nommée «lise», est caractérisée par la présence de spicules. La terre était mélangée avec du «sablon» (arène granitique) qui servait de dégraissant. Au XIXe siècle, le façonnage des poteries, au tour à bâton, était une activité exclusivement féminine, les hommes se chargeant de l'extraction et de la préparation de la terre, puis de la cuisson dans de grands fours à pots circulaires. La production céramique de Saint-Jean-la-Poterie était diffusée dans toute la Bretagne méridionale, en complément de celle de Malansac et d'Herbignac. L'activité, concurrencée par les productions extra-régionales (grès de la Puisaye) puis par les poteries industrielles, s'est éteinte dans l'entre-deux-guerres. Cependant, une faïencerie, créée pendant la Deuxième Guerre mondiale, a poursuivi la production céramique dans la commune, sous le nom de Saint-Jean-de-bretagne, jusqu'aux années 1980.

## Politique et administration

### Découpage territorial

#### Circonscriptions administratives et électorales de rattachement
La commune de Saint-Jean-la-Poterie est rattachée administrativement à la région Bretagne, au département du Morbihan, à l’arrondissement de Vannes et au canton de Guer.
Depuis le redécoupage cantonal de 2014, elle est électoralement rattachée au canton de Guer (préalablement à cette réforme elle dépendait du canton d'Allaire) dont les élus actuels sont le binôme Marie-Hélène Herry et Thierry Poulain (DVD). Pour les élections législatives, Saint-Jean-la-Poterie fait partie depuis 1986 de la quatrième circonscription du Morbihan dont le député actuel est Paul Molac (REG).

### Liste des maires

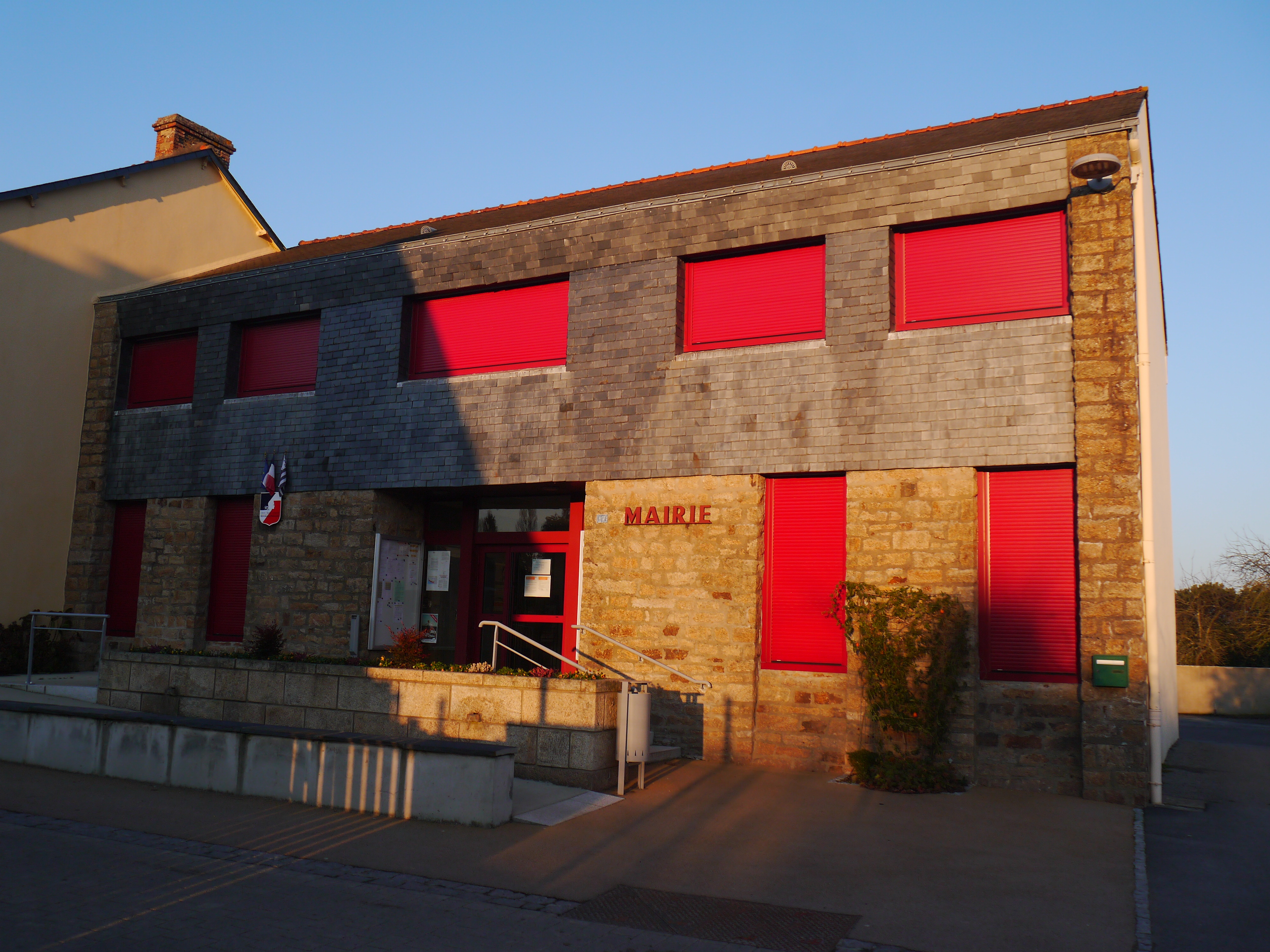
La mairie.

| Période                                  | Période     | Identité           | Étiquette | Qualité                        |
| ---------------------------------------- | ----------- | ------------------ | --------- | ------------------------------ |
| avant 1947                               |             | F. Luneau          | R.-Soc.   |                                |
| 1983                                     | 1989        | Jean Thébault      | -         | Cadre de banque                |
| mars 1995                                | mars 2001   | Alain Danveau      | -         | -                              |
| mars 2001                                | mars 2008   | Jacques Dourdoigne | -         | -                              |
| mars 2008                                | 25 mai 2020 | Michel Pierre      | PS        | Enseignant retraité            |
| 25 mai 2020                              | En cours    | Alexis Matull      | -         | Directeur général des services |
| Les données manquantes sont à compléter. |             |                    |           |                                |

### Jumelages
La commune de Saint-Jean-la-Poterie n'est actuellement pas jumelée.

## Équipements et services publics

### Enseignement
Saint-Jean-la-Poterie est rattachée à la circonscription de l'éducation nationale des rives de Vilaine, au sein de l’académie de Rennes, et est dans la zone B du calendrier scolaire. La commune administre une école maternelle et une école élémentaire: l'école de A à Z. Par ailleurs on compte dans la localité une école maternelle-élémentaire privée: l'école Saint-Joseph.
La commune ne dispose pas d'établissement scolaires du secondaire, les élèves doivent donc se déplacer dans les villes et communes aux alentours. Les collèges les plus proches se trouvent à Allaire (collège privé Saint Hilaire) ou à Redon (collège public Beaumont et Bellevue ou privé Le Cleu Saint-Joseph). Les lycées les plus proches se trouvent à Redon (lycée public Beaumont et privé Saint-Sauveur, Marcel Callo et Notre-Dame).
Le service de transport scolaire est assuré par Redon Agglomération.

### Sécurité, justice et secours
La sécurité de la commune est assurée par la brigade de gendarmerie nationale de proximité chef-lieu d'Allaire, qui fait partie de la communauté de brigades d'Allaire, qui a autorité sur 18 communes, elle-même dépendante du groupement de gendarmerie départementale du Morbihan à Vannes.
En matière de justice, Saint-Jean-la-Poterie relève:
- Pour l'ordre administratif: du tribunal administratif de Rennes et de la Cour administrative d'appel de Nantes.
- Pour l'ordre judiciaire:
  - pour les procédures pénales: du tribunal pour enfants de Vannes[38] et de la Cour d'assises du Morbihan.
  - pour les procédures civiles: du conseil de prud'hommes de Vannes[38], du tribunal de commerce de Vannes[38], du tribunal judiciaire de Vannes[Note 5],[38] et du tribunal paritaire des baux ruraux de Vannes[38].
  - pour les procédures d'appel: de la Cour d'appel de Rennes[38].

Le centre d’incendie et de secours de Redon couvre en 1er appel la commune de Saint-Jean-la-Poterie ainsi que 12 autres communes du pays de Redon. Dependant du SDIS35, il est composé de 36 sapeurs-pompiers professionnels et 53 sapeurs-pompiers volontaires.

## Population et société

### Démographie
L'évolution du nombre d'habitants est connue à travers les recensements de la population effectués dans la commune depuis 1851. Pour les communes de moins de 10 000 habitants, une enquête de recensement portant sur toute la population est réalisée tous les cinq ans, les populations de référence des années intermédiaires étant quant à elles estimées par interpolation ou extrapolation. Pour la commune, le premier recensement exhaustif entrant dans le cadre du nouveau dispositif a été réalisé en 2005.

En 2022, la commune comptait 1 430 habitants, en évolution de −4,86 % par rapport à 2016 (Morbihan : +3,82 %, France hors Mayotte : +2,11 %).
| 1851  | 1856  | 1861  | 1866  | 1872  | 1876  | 1881  | 1886  | 1891  |
| ----- | ----- | ----- | ----- | ----- | ----- | ----- | ----- | ----- |
| 1 305 | 1 280 | 1 343 | 1 355 | 1 382 | 1 415 | 1 456 | 1 433 | 1 510 |

| 1896  | 1901  | 1906  | 1911  | 1921  | 1926  | 1931  | 1936  | 1946 |
| ----- | ----- | ----- | ----- | ----- | ----- | ----- | ----- | ---- |
| 1 357 | 1 289 | 1 302 | 1 218 | 1 161 | 1 165 | 1 074 | 1 030 | 943  |

| 1954 | 1962 | 1968  | 1975  | 1982  | 1990  | 1999  | 2005  | 2006  |
| ---- | ---- | ----- | ----- | ----- | ----- | ----- | ----- | ----- |
| 903  | 959  | 1 077 | 1 199 | 1 252 | 1 394 | 1 337 | 1 428 | 1 455 |

| 2010  | 2015  | 2020  | 2022  | - | - | - | - | - |
| ----- | ----- | ----- | ----- | - | - | - | - | - |
| 1 522 | 1 502 | 1 454 | 1 430 | - | - | - | - | - |

Le solde naturel annuel est plutôt stable avec une différence entre naissances domiciliées et décès domiciliées allant de +5 à -3 sur la période 2014-2019. C’est principalement l’arrivée de nouveaux habitants qui oriente l'évolution démographique à la hausse.
| Hommes | Classe d’âge | Femmes |
| ------ | ------------ | ------ |
| 0,4    | 90 ans ou +  | 1,0    |
| 6,7    | 75 à 89 ans  | 8,4    |
| 25,8   | 60 à 74 ans  | 26,7   |
| 23,8   | 45 à 59 ans  | 23,8   |
| 14,0   | 30 à 44 ans  | 14,9   |
| 14,1   | 15 à 29 ans  | 9,8    |
| 15,2   | 0 à 14 ans   | 15,5   |

| Hommes | Classe d’âge | Femmes |
| ------ | ------------ | ------ |
| 0,7    | 90 ans ou +  | 2,0    |
| 8,1    | 75 à 89 ans  | 11,6   |
| 19,5   | 60 à 74 ans  | 20,5   |
| 21,0   | 45 à 59 ans  | 20,3   |
| 17,4   | 30 à 44 ans  | 16,5   |
| 15,6   | 15 à 29 ans  | 13,2   |
| 17,8   | 0 à 14 ans   | 15,9   |

### Culte
Le culte catholique est pratiqué à Saint-Jean-la-Poterie. La paroisse de Saint-Jean-la-Poterie fait partie du doyenné d'Allaire et du diocèse de Vannes. C'est le seul culte bénéficiant d'un édifice religieux sur le territoire de la commune avec l'église Saint-Jean-Baptiste où la messe est célébrée environ deux fois par mois.

### Médias
La presse écrite locale est dominée par le Groupe SIPA - Ouest-France et son imposant quotidien régional Ouest-France. L’actualité du village y est couverte particulièrement par l’édition papier « Redon » et par la déclinaison numérique « Redon Maville ». L’autre journal local, à la diffusion plus modeste , est l’hebdomadaire régional : « Les infos pays de Redon ».
En matière de télévision, le village est couvert par les décrochages régionaux de France 3 Bretagne ainsi que par la chaîne locale TébéSud.

## Économie

### Revenus et fiscalité
Les indicateurs de revenus et de fiscalité à Saint-Jean-la-Poterie et dans l'ensemble du Morbihan en 2018 sont présentés ci-dessous.
|                                                                   | Saint-Jean-la-Poterie | Morbihan |
| ----------------------------------------------------------------- | --------------------- | -------- |
| Nombre de ménages fiscaux                                         | 650                   | 338 747  |
| Nombre de personnes dans les ménages fiscaux                      | 1 499                 | 742 994  |
| Médiane du revenu disponible par unité de consommation (en euros) | 21 180                | 21 830   |

En 2018, la commune a un revenu fiscal médian déclaré par unité de consommation de 21 180€ proche des indicateurs départementaux (-3%) et nationaux (-2,5% par rapport à 21 730€).

### Emploi
En 2018, la population âgée de 15  à   64 ans s'élève à 914 personnes, parmi lesquelles on compte 70.8 % d'actifs dont 63,6 % ayant un emploi et 7,3 % de chômeurs. Le taux de chômage (calculé par rapport à la population active), avec 10,2 % est inférieur au taux départemental (12,1 %) et au taux national (13,0 %).
En 2018, on compte 110 emplois dans la zone d'emploi (soit exactement même nombre qu'en 2013). Le nombre d'actifs ayant un emploi résidant dans la zone d'emploi étant de 591, l'indicateur de concentration d'emploi est de 18,6 %, ce qui signifie que la zone d'emploi offre moins d'un emploi pour cinq habitants actifs et que Saint-Jean-la-Poterie peut être qualifié de commune résidentielle. La grande majorité des actifs potians travaille dans l'agglomération redonnaise ou dans les grands bassins d'emplois régionaux.

## Culture et patrimoine

### Lieux et monuments
- La chapelle des Marais (ruines de la première église de la commune).
- La maison de la Potière (se visite toute l'année).
- Le moulin à vent de la Grée des Moulins.
- Église Saint-Jean-Baptiste.
- Le Patiau (Centre d'art et d'histoire céramique)

### Légende
- L'abbé Lemoué, ancien vicaire d'Augan, mort, dit la légende, en odeur de sainteté, avait encore en 1930 le don d'attirer les foules croyantes : on y portait les enfants qui revenaient, croyait-on, à tout jamais immunisés des maladies du jeune âge[47].

### Héraldique, logotype et devise
La commune n'a pas de blason connu.

## Personnalités liées à la commune
Parmi les personnalités liées à Saint-Jean-la-Poterie, on peut citer :
- Pierre Marie Bucas (1860-1930), né à Saint-Jean-la-Poterie. Premier prêtre catholique de la Région de Mackay en Australie, il y fonde un orphelinat[48] et mène des actions caritatives[49]. La ville de Bucasia, Queensland (en) est nommée en sa mémoire[50].
- Jean Thebault (1924-2017) élu maire du village en 1983. Résistant, membre du réseau "Var" actif sur le pays de Redon, déporté à Neuengamme, survivant de la tragédie de Lübeck[51],[52].
- Julien Stopyra (1933-2015), footballeur international français (1 sélection), a résidé dans la commune. Durant cette période, il a entraîné différentes équipes au sein de l'USSC Redon et enseigné l'éducation physique au lycée Notre-Dame de Redon[53].
- Yannick Stopyra (1961), footballeur international français (33 sélections - 11 buts), a résidé dans la commune dans sa jeunesse et après sa carrière. Il découvre le football à l'USSC Redon[54] et effectue une carrière professionnelle de près de 450 match en Division 1 avec en point d'orgue une 3e place lors de la coupe du monde 1986.

Personnalités liées à la commune
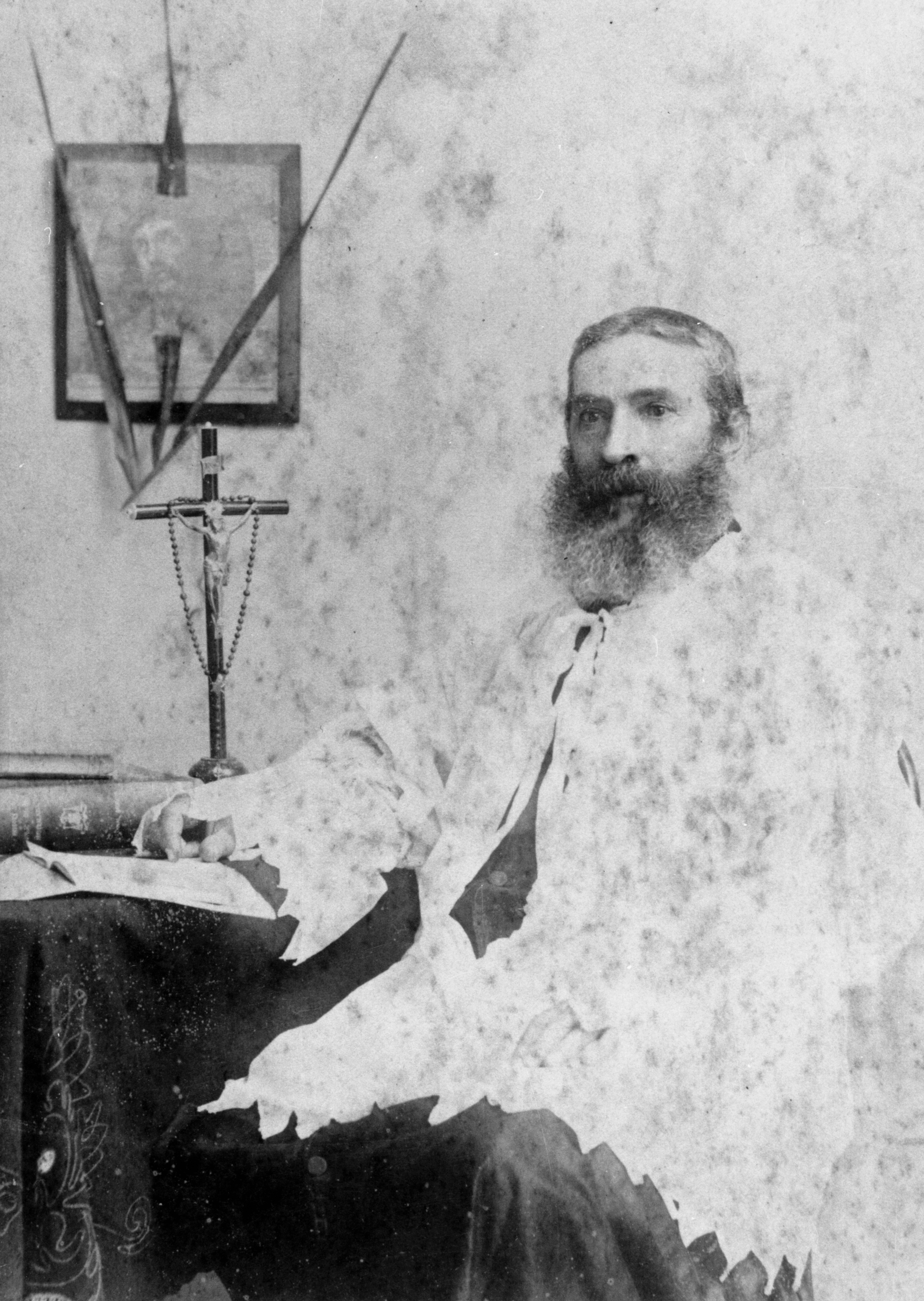
Pierre Marie Bucas
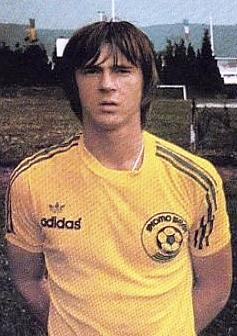
Yannick Stopyra